# Jorge Flores Torres
Jorge Flores Torres (Tacna, 15 de abril de 1929) es un militar, general de ejército EP (r) y político peruano. Fue congresista de la república en el periodo 2006-2011 y diputado por Tacna de 1990 a 1992. Ejerció también como ministro de Guerra durante el primer gobierno de Alan García.

## Biografía
Nació en el distrito de Pocollay, ubicado en la ciudad de Tacna cerca con Chile, el 11 de abril de 1929.
Desde 1948 hasta 1951 fue cadete de la Escuela Militar de Chorrillos egresando de ella el 1 de enero de 1952 con el grado de Alférez de Caballería, conformando la 54a Promoción "Coronel Alfonso Ugarte Vernal".

## Carrera política

### Ministro de Guerra
El 28 de julio de 1985, Torres fue nombrado por el presidente Alan García como ministro de Guerra en el gabinete ministerial encabezado por Luis Alva Castro de su primer gobierno.
Durante su gestión, fue criticado por declarar que Telmo Hurtado, teniente del Ejército acusado del asesinato de 69 campesinos en el distrito de Accomarca del departamento de Ayacucho, "era un luchador por la democracia"[cita requerida].
Renunció al cargo luego en abril de 1987 y fue reemplazado por Enrique López-Albújar como ministro de Defensa.

### Diputado por Tacna
Participó en las elecciones parlamentarias de 1990 como candidato a la Cámara de Diputados, representando a su natal Tacna por la lista independiente Frente Tacneñista. Resultó elegido como diputado para el periodo 1990-1995, sin embargo, no pudo completar su periodo congresal tras el golpe de Estado dado por el presidente Alberto Fujimori el 5 de abril de 1992.

### Congresista de la República
En las elecciones parlamentarias del 2006, postuló nuevamente al Congreso de la República representando a Tacna y esta vez como miembro del Partido Aprista Peruano. Flores fue elegido congresista para el 
periodo 2006-2011.